# Microsilpha
Microsilpha is een monotypisch geslacht van kevers uit de familie van de kortschildkevers (Staphylinidae).

## Soort
- Microsilpha litorea Broun, 1886